# ستيفن مور (كاتب)
ستيفن مور (بالإنجليزية: Stephen Moore)‏ هو كاتب واقتصادي أمريكي، ولد في 16 فبراير 1960 في شيكاغو في الولايات المتحدة.